# قشلاق اوزبک (کلیبر)
قشلاق اوزبک یکی از روستاهای استان آذربایجان شرقی است که در دهستان قشلاق بخش آبش‌احمد شهرستان کلیبر واقع شده‌است.